# 镇江市第一人民医院
镇江市第一人民医院，又称江苏大学附属镇江市一院，是中国江苏省的一所医院，为三级甲等医院，位于镇江市电力路8号。

## 历史
前身为1922年由美国南长老会创办的基督医院。中华人民共和国成立后，1951年，由华东军区后勤卫生部第三后方医院接管。1952年5月，改为苏南第三康复医院。1960年归镇江专区领导，更名为镇江专区医院。1984年5月，更名为镇江市第一人民医院、镇江市红十字医院。2008年，被卫生部命名为三级甲等医院。镇江市第一人民医院总床位800张，日门诊量1917人次。